# Tomás Katari
Tomás Katari, auch Tomás Catari († 15. Januar 1781) war der Führer eines indigenen Aufstandes in Oberperu (Alto Perú), dem heutigen Bolivien, gegen die Spanier im Jahr 1780.

## Leben
Tomás Katari war Bürgermeister der Gemeinde Macha in der Provinz Chayanta. 1772 wurde die Umsatzsteuer (alcabala) von 2 auf 4 % und 1776 noch einmal auf 6 % heraufgesetzt. Darüber hinaus wurde Oberperu Teil des neuen Vizekönigreichs Río de la Plata. Dies alles verschärfte die Spannungen zwischen der Kolonialverwaltung und den indigenen Gemeinden. 1778 reiste Tomás Katari in die Hauptstadt von Río de la Plata, Buenos Aires, um im Rahmen der spanischen Gesetze für die Rechte seiner Gemeinde einzustehen. Er argumentierte dabei auch damit, dass er den Befehl des Königs von Spanien erhalten habe, im Sinne der Indios zu handeln. Er war zu diesem Zeitpunkt noch gegen jeglichen gewaltsamen Widerstand. Im selben Jahr befahl die Krone den Corregidores jedoch, die Umsatzsteuer in voller Höhe von 6 Prozent einzutreiben.
1779 wurde Tomás Katari in Chuquisaca eingekerkert. Ein Vertreter Kataris in Macha verkündete währenddessen, dass der Vizekönig in Buenos Aires die Tributzahlungen halbiert habe. Der lokale Gouverneur ließ ihn inhaftieren, doch wurde er von Indigenen des Ortes befreit, da er schließlich auf königlichen Befehl gehandelt habe. Tomás Kataris Brüder forderten die Durchführung der vermeintlichen königlichen Befehle und die Übergabe der Regierungsgewalt an José Gabriel Condorcanqui, der nach dem letzten Inkakönig den Namen Tupaq Amaru II angenommen hatte. Am 26. August 1780 sammelten sich Bauern zum Aufstand in Pocoata, in dessen Zuge der Corregidor von Chayanta vertrieben und Tomás Katari aus dem Gefängnis befreit wurde. Im September 1780 kehrte Tomás Katari nach Chayanta zurück und wurde zum dortigen Kaziken ernannt. Der Aufstand breitete sich auf umliegende Gemeinden, darunter Moscari, San Pedro de Buena Vista und Sacaca aus. Tomás Katari versuchte als Kazike von Chayanta trotzdem, die Beziehungen zu den Kolonialbehörden zu normalisieren. Er konnte das gewaltsame Vorgehen seiner Anhänger jedoch nicht aufhalten.

## Tod und Nachfolge
Im Dezember 1780 wurde Tomás Katari auf Befehl des spanischen Justicia mayor Juan Antonio Acuña vom Minenbetreiber Alvares gefangen gesetzt. Als Kataris Anhänger die Verfolgung aufnahmen, um ihn zu befreien, wurde er von den Spaniern am 15. Januar 1781 ermordet. Die Indigenen holten jedoch die Mörder ein und töteten sie alle – Acuña, Alvares und fünf spanische Soldaten –, wobei sie Acuñas Leiche die Augen ausstachen und alle Leichen unbeerdigt ließen.
Die Rebellen hängten eine Reihe Kaziken und Corregidores und schnitten ihnen die Herzen heraus. Sie handelten dabei teilweise in der Überzeugung, dass der König von Spanien befohlen habe, die Corregidores und die Criollos (puka kunka, „Rotnacken“) hinzurichten. Die getöteten Spanier durften nicht beerdigt werden, damit aus ihnen keine neuen Pflanzen (mallki) wachsen konnten und sie so nicht wiedergeboren werden sollten.
Nach Tomás Kataris Tod nahm der Aufstand an Schärfe zu. Nicht mehr Reformen waren das Ziel, sondern die Vertreibung bzw. der Tod der Spanier. Tomás Kataris Vettern Nicolás und Dámaso Katari übernahmen die Führung des Aufstandes, der sich auf weitere Gebiete Oberperus ausdehnte, und strebten eine Vereinigung ihrer Kräfte mit denen von José Gabriel Condorcanqui in Cusco an. Damaso und Nicolas fielen jedoch in die Hände der Spanier und wurden in La Plata hingerichtet, und José Gabriel Condorcanqui ereilte das gleiche Schicksal in Cusco. In der Folge setzte sich Julián Apaza an die Spitze der Aufständischen und nahm von den toten Führern Tupaq Amaru II und Tomás Katari den Namen Tupaq Katari.